# Oak Grove (Metro de Boston)
Oak Grove es la terminal en la línea Naranja del Metro de Boston. La estación se encuentra localizada en Washington Street y Winter Street en Malden, Massachusetts. La estación Oak Grove fue inaugurada el 20 de marzo de 1977. La Autoridad de Transporte de la Bahía de Massachusetts es la encargada por el mantenimiento y administración de la estación.

## Descripción
La estación Oak Grove cuenta con 1 plataforma central y 3 vías. La estación también cuenta con 788 de espacios de aparcamiento.

## Conexiones
La estación es abastecida por las siguientes conexiones: 
- Autobuses: 131, 132, 136, 137